# Camponotus reinaldi
Camponotus reinaldi é uma espécie de inseto do gênero Camponotus, pertencente à família Formicidae.